# Bulucbașă
Bulucbașă (din turcă bölükbaşı) a fost un grad militar de ofițer otoman echivalent cu gradul de căpitan (vezi Gradele militare în Imperiul Otoman). Deținătorul lui comanda un buluc (în turcă bölük), o subdiviziune a unui regiment. Acest grad era superior gradului de odabaș (în turcă oda-bashi), echivalentul gradului de locotenent.

## Haiducii sârbi
Acest grad a fost adoptat de către haiducii sârbi și a fost folosit în cadrul Armatei Revoluționare Sârbe ca buljubaša (în sârbă буљубаша) sau buljukbaša (буљукбаша).
Persoane ca Janko Gagić, Arsenije Loma, Konda Bimbaša, Zeka Buljubaša, Veljko Petrović și Petar Dobrnjac au avut gradul de buljubaša în faza de pregătire sau în timpul Revoluției Sârbe.

## Persoane notabile
- Rıza Tevfik Bölükbașı, filozof turc
- Zerrin Bölükbașı, sculptor turc
- Iliaș Colceag (fl. 1710-1743), militar moldovean
- Abdul Bölükbașı (fl. 1821), militar din Tripolița
- Yahya bey Dukagjini (1498-1582), militar albanez